# 鹹潮

Ghyben-Herzberg 關係

鹹潮（又稱鹹潮上溯、鹽水入侵），是一種天然水文現象。當淡水河流量不足，令海水倒灌，鹹淡水混合造成上游河道水體變鹹，即形成鹹潮。鹹潮一般發生於冬季或乾旱的季節，即每年十月至翌年三月之間出現在河海交匯處，例如长江三角洲與珠江三角洲等處之周邊地區。
影響鹹潮的主要因素有天氣變化及潮汐漲退。尤其在天文大潮時，鹹潮上溯的情況更為嚴重。另外，全球气候变化导致海平面上升过程讓鹹潮十分缓慢地增加，但长期的累积也在逐渐显现。
鹹度（亦稱鹽度）測量單位為度，一度為一升河水中大且微克氯化物（包括氯化鈉），据中國《生活饮用水水源水质标准》（CJ3020-93），氯化物含量均应小于250 mg/L（即250度）。当河道水体含盐度超过250度就不達供水水质标准。如钢铁工业生产要求总鹹度不能超过200度，电厂锅炉用水要求鹹度300度以下；水稻育秧期則要求鹹度低於600度。

## 近來發生的鹹潮事件
- 2014年2月，長江口遭遇史上持續最久的鹹潮入侵，導致上海的自來水水質變差。自來水變黃而且帶有鹹味。許多上海民眾感到不適應，紛紛購買瓶裝水。
- 2014年3月，受到馬來西亞持續乾旱氣候的影響，馬六甲海峽的海水流向了麻坡河中游，影響了柔佛州麻坡縣和禮讓縣部分地區的水質。許多居民投訴自來水變鹹，並且感覺越喝越口渴。居民們紛紛到商店購買礦泉水解渴。
- 2022年9月，受长江流域干旱影响，長江上游来水持续减少。青草沙水库取水口自9月5日22时起、陈行水库取水口自9月14日16时起出现数次咸潮入侵。青草沙水库、陈行水库之後关闭取水口。[1]儘管官方表示已採取「異地調水」保供，但受到網路傳言等影響，上海居民已開始囤飲用水。10月12日，上海部分地區停水。[2]

## 外部連結
- 長江口鹹潮入侵逾19天 上海自來水變黃有異味（页面存档备份，存于）
- 长江口遭史上最持久咸潮 上海200万人饮水受影响（页面存档备份，存于）
- 甲峽海水流入玉射河域‧水源帶鹹味居民關注
- 「鹹味」水難以下嚥‧麻坡民眾搶購礦泉水